# Fédération du Japon de basket-ball
La Fédération du Japon de basket-ball (ou Japan Basketball Association, JABBA) est une association, fondée en 1930, chargée d'organiser, de diriger et de développer le basket-ball au Japon.
La Fédération représente le basket-ball auprès des pouvoirs publics ainsi qu'auprès des organismes sportifs nationaux et internationaux et, à ce titre, le Japon dans les compétitions internationales. Elle défend également les intérêts moraux et matériels du basket-ball japonais. Elle est depuis 1930 affiliée à la FIBA, ainsi qu'à la FIBA Asie.
La Fédération organise plusieurs compétitions de clubs, dont la Japan Basketball League et la Bj League pour les hommes et la Women's Japan Basketball League pour les femmes.